# Augustenspitze
Augustenspitze lub Augstenberg to szczyt paśmie Silvretta, w Alpach Retyckich. Leży na granicy między Szwajcarią (Gryzonia) i Austrią (Tyrol). W pobliżu znajdują się schroniska Tuoi, Jamtal i Heidelberger. Na wschód od szczytu znajduje się przełęcz Futschöl (2768 m), a na zachód Fuorcla Chalaus (3004 m). Na południowy wschód od szczytu znajduje się lodowiec "Vadret da Chalaus", na zachód lodowiec "Chalausferner", na północ "Futschölferner". Nazwa szczytu w języku romansz brzmi Piz Blaisch Lunga. 